# Lolua
 (octobre 2020).
Lolua est le siège administratif et la capitale de l'atoll de Nanumea, dans l'archipel des Tuvalu. Le village compte 215 habitants (en 2010) et est situé à environ 465 kilomètres au nord-ouest de la capitale Funafuti.